# Pozba
Pozba é um município da Eslováquia, situado no distrito de Nové Zámky, na região de Nitra. Tem 9,41 km² de área e sua população em 2018 foi estimada em 443 habitantes.

## Demografia
| Ano:        | 1994 | 2004   | 2014    | 2024   |
| ----------- | ---- | ------ | ------- | ------ |
| Broj ljudi: | 597  | 561    | 464     | 446    |
| Razlika:    |      | -6,03% | -17,29% | -3,87% |

| Ano:               | 2023 | 2024 |
| ------------------ | ---- | ---- |
| Número de pessoas: | 446  | 446  |
| Diferença:         |      | +0%  |